# 100 bedeutende Burgen Japans

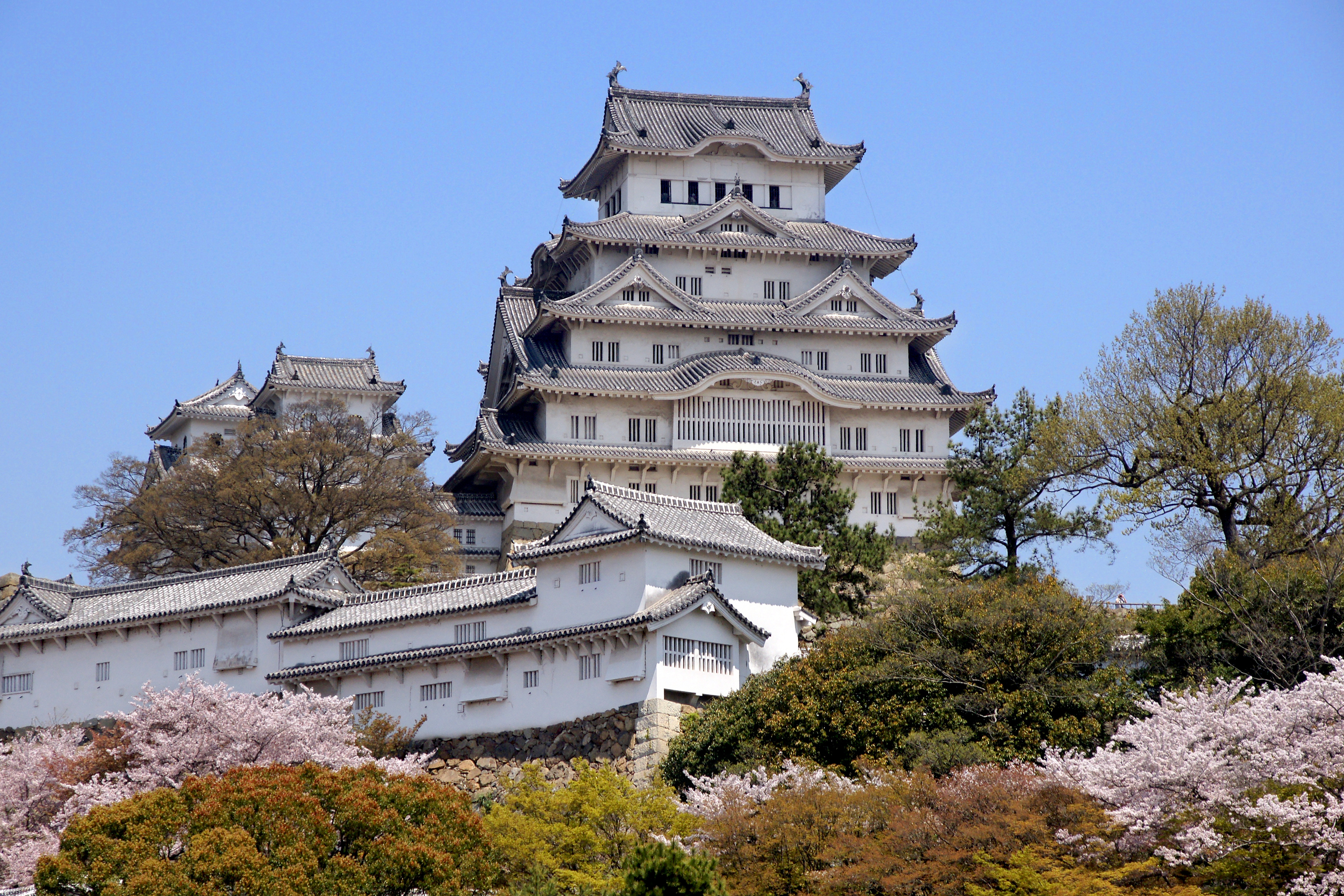
Burgturmkomplex der Burg Himeji

100 bedeutende Burgen Japans (jap. 日本百名城, Nihon Hyaku-Meijō) ist eine Auswahl japanischer Burgen und Festungsanlagen auf Grund ihrer kulturellen und geschichtlichen Bedeutung innerhalb der jeweiligen Region. Erstellt wurde die Liste im Jahre 2006 von der Gesellschaft der japanischen Burgen (財団法人 日本城郭協会, Zaidan Hōjin Nihon Jōkaku Kyōkai). Seit 1974 ist der 6. April als „Tag der Burg“ (城の日, Shiro no hi) festgelegt. Der Tag wurde aufgrund eines Wortspiels mit dem Datum ausgewählt: „vier“ = japanisch shi und „sechs“ = japanisch ro(ku), ergibt verkürzt shiro, die Lesung für das Wort „Burg“ (wobei im Japanischen die Datumsreihenfolge: Monat – Tag zu berücksichtigen ist).
Die Auswahlkriterien für die Aufnahme in die Liste sind wie folgt:
- Bei der Burg handelt es sich um ein herausragendes Kulturgut oder eine historische Stätte
- Bei der Burg handelt es sich um einen berühmten Schauplatz der Geschichte
- Die Burg repräsentiert eine Epoche oder Region
- Aus jeder Präfektur können eine bis maximal fünf Burgen in die Auswahl aufgenommen werden
- Die Burg kann aufgrund des Erhaltungszustandes ihres Standplatzes oder aufgrund ihrer Entwicklungsgeschichte aufgenommen werden.

Eine Auswahl von hundert bedeutenden Burgen erschien bereits 1993 unter dem Titel „Bebildertes Nachschlagewerk zu berühmten Burgen Japans“. Sie orientiert sich vor allem an der gestalterischen Leistung bei der Anlage der jeweiligen Burg.

## Die Liste nach Regionen

### Hokkaidō
| Name                                                         | Präfektur | Ort      | Fertig im Jahr          | Gebaut von        | Foto |
| ------------------------------------------------------------ | --------- | -------- | ----------------------- | ----------------- | ---- |
| Chashi-Festungen auf der Nemuro-Halbinsel 根室半島チャシ跡群 | Hokkaidō  | Nemuro   | 16. bis 18. Jahrhundert | Ainu-Bevölkerung  |      |
| Goryōkaku 五稜郭                                             | Hokkaidō  | Hakodate | 1866                    | Tokugawa-Shogunat |      |
| Burg Matsumae 松前城                                         | Hokkaidō  | Matsumae | 1606                    | Matsumae Takahiro |      |

### Tōhoku
| Name                          | Präfektur | Ort           | Fertig im Jahr | Gebaut von                        | Foto |
| ----------------------------- | --------- | ------------- | -------------- | --------------------------------- | ---- |
| Burg Hirosaki 弘前城          | Aomori    | Hirosaki      | 1611           | Tsugaru Tamenobu Tsugaru Nobuhira |      |
| Burg Ne 根城                  | Aomori    | Hachinohe     | 1334           | Moroyuki Nanbu                    |      |
| Burg Morioka 盛岡城           | Iwate     | Morioka       | 1598           | Nanbu Nobunao                     |      |
| Burg Sendai 仙台城            | Miyagi    | Sendai        | 1601           | Date Masamune                     |      |
| Burg Taga 多賀城              | Miyagi    | Tagajō        | 724            | Ōno no Azumabito                  |      |
| Burg Kubota 久保田城          | Akita     | Akita         | 1604           | Satake Yoshinobu                  |      |
| Burg Yamagata 山形城          | Yamagata  | Yamagata      | 1356           | Shiba Kaneyori                    |      |
| Burg Nihonmatsu 二本松城      | Fukushima | Nihonmatsu    | Muromachi-Zeit | Hatakeyama Mitsuyasu              |      |
| Burg Aizuwakamatsu 会津若松城 | Fukushima | Aizuwakamatsu | 1384           | Ashina Naomori                    |      |
| Burg Komine 小峰城            | Fukushima | Shirakawa     | 1340           | Yūki Chikatomo                    |      |

### Kantō
| Name                           | Präfektur | Ort       | Fertig im Jahr | Gebaut von            | Foto |
| ------------------------------ | --------- | --------- | -------------- | --------------------- | ---- |
| Burg Mito 水戸城               | Ibaraki   | Mito      | 1198           | Baba Sukemoto         |      |
| Burg Banna-ji 鑁阿寺           | Tochigi   | Ashikaga  | 1196           | Minamoto no Yoshiyasu |      |
| Burg Minowa 箕輪城             | Gunma     | Takasaki  | 1512           | Nagano Narihisa       |      |
| Burg Kanayama 金山城           | Gunma     | Ōta       | 1469           | Iwamatsu Iezumi       |      |
| Burg Hachigata 鉢形城          | Saitama   | Yorii     | 1476           | Nagao Kageharu        |      |
| Burg Kawagoe 川越城            | Saitama   | Kawagoe   | 1457           | Uesugi Mochitomo      |      |
| Burg Sakura 佐倉城             | Chiba     | Sakura    | Tenbun-Ära     | Kashima Chikamiki     |      |
| Burg Edo 江戸城                | Tokio     | Chiyoda   | 1457           | Ōta Dōkan             |      |
| Burg Hachiōji 八王子城         | Tokio     | Hachiōji  | 1587           | Hōjō Ujiteru          |      |
| Burg Odawara 小田原城          | Kanagawa  | Odawara   | 1633           | Ōmori Yoriharu        |      |
| Burg Tsutsujigasaki 躑躅ヶ崎館 | Yamanashi | Kōfu      | 1519           | Takeda Nobutora       |      |
| Burg Kōfu 甲府城               | Yamanashi | Kōfu      | 1583           | Tokugawa Ieyasu       |      |
| Burg Matsushiro 松代城         | Nagano    | Nagano    | 1560           | Takeda Shingen        |      |
| Burg Ueda 上田城               | Nagano    | Ueda      | 1583           | Sanada Masayuki       |      |
| Burg Komoro 小諸城             | Nagano    | Komoro    | 1554           | Takeda Shingen        |      |
| Burg Matsumoto 松本城          | Nagano    | Matsumoto | 1504           | Shimadachi Sadanaga   |      |
| Burg Takatō 高遠城             | Nagano    | Matsumoto | ?              | ?                     |      |
| Burg Shibata 新発田城          | Niigata   | Shibata   | 1654?          | Shibata-Klan?         |      |
| Burg Kasugayama 春日山城       | Niigata   | Jōetsu    | Namboku-chō    | Uesugi-Klan           |      |

### Chūbu
| Name                  | Präfektur | Ort       | Fertig im Jahr | Gebaut von           | Foto |
| --------------------- | --------- | --------- | -------------- | -------------------- | ---- |
| Burg Takaoka 高岡城   | Toyama    | Takaoka   | 1609           | Maeda Toshinaga      |      |
| Burg Nanao 七尾城     | Ishikawa  | Nanao     | 1429           | Hatakeyama Mitsunori |      |
| Burg Kanazawa 金沢城  | Ishikawa  | Kanazawa  | 1580           | Sakuma Morimasa      |      |
| Burg Maruoka 丸岡城   | Fukui     | Sakai     | 1576           | Shibata Katsutoyo    |      |
| Ichijōdani 一乗谷城   | Fukui     | Fukui     | Namboku-chō    | Asakura-Klan         |      |
| Burg Iwamura 岩村城   | Gifu      | Ena       | 1221           | Tōyama Kagetomo      |      |
| Burg Gifu 岐阜城      | Gifu      | Gifu      | 1201           | Nikaidō Yukimasa     |      |
| Burg Yamanaka 山中城  | Shizuoka  | Mishima   | 1570           | Hōjō Ujiyasu         |      |
| Burg Sumpu 駿府城     | Shizuoka  | Shizuoka  | 1585           | Tokugawa Ieyasu      |      |
| Burg Kakegawa 掛川城  | Shizuoka  | Kakegawa  | 1487           | Asahina Yasuhiro     |      |
| Burg Inuyama 犬山城   | Aichi     | Inuyama   | 1469           | Oda Hirochika        |      |
| Burg Nagoya 名古屋城  | Aichi     | Nagoya    | 1609           | Tokugawa Ieyasu      |      |
| Burg Okazaki 岡崎城   | Aichi     | Okazaki   | 1452?          | Saigō-Klan           |      |
| Burg Nagashino 長篠城 | Aichi     | Shinshiro | 1508           | Suganuma Motonari    |      |
| Burg Ueno 伊賀上野城  | Mie       | Iga       | 1585           | Tsutsui Sadatsugu    |      |
| Burg Matsusaka 松阪城 | Mie       | Matsusaka | 1588           | Gamō Ujisato         |      |

### Kinki
| Name                   | Präfektur | Ort             | Fertig im Jahr | Gebaut von         | Foto |
| ---------------------- | --------- | --------------- | -------------- | ------------------ | ---- |
| Burg Odani 小谷城      | Shiga     | Kohoku          | 1516           | Azai Sukemasa      |      |
| Burg Hikone 彦根城     | Shiga     | Hikone          | 1622           | Ii Naokatsu        |      |
| Burg Azuchi 安土城     | Shiga     | Ōmihachiman     | 1576           | Oda Nobunaga       |      |
| Burg Kannonji 観音寺城 | Shiga     | Ōmihachiman     | 1487           | Rokkaku Ujiyori    |      |
| Burg Nijō 二条城       | Kyoto     | Kyoto           | 1603           | Tokugawa Ieyasu    |      |
| Burg Ōsaka 大坂城      | Osaka     | Osaka           | 1583           | Toyotomi Hideyoshi |      |
| Burg Chihaya 千早城    | Osaka     | Chihaya-Akasaka | 1332           | Kusunoki Masashige |      |
| Burg Takeda 竹田城     | Hyōgo     | Asago           | 1431           | Yamana Sōzen       |      |
| Burg Sasayama 篠山城   | Hyōgo     | Sasayama        | 1609           | Tokugawa Ieyasu    |      |
| Burg Akashi 明石城     | Hyōgo     | Akashi          | 1618           | Ogasawara Tadazane |      |
| Burg Himeji 姫路城     | Hyōgo     | Himeji          | 1346           | Akamatsu Sadanori  |      |
| Burg Akō 赤穂城        | Hyōgo     | Akō             | 1483           | Oka Mitsuhiro      |      |
| Burg Takatori 高取城   | Nara      | Takatori        | 1332           | Ochi Kunizumi      |      |
| Burg Wakayama 和歌山城 | Wakayama  | Wakayama        | 1586           | Toyotomi Hidenaga  |      |

### Chūgoku
| Name                             | Präfektur | Ort       | Fertig im Jahr  | Gebaut von         | Foto |
| -------------------------------- | --------- | --------- | --------------- | ------------------ | ---- |
| Burg Tottori 鳥取城              | Tottori   | Tottori   | 1555            | Yamana-Klan        |      |
| Burg Matsue 松江城               | Shimane   | Matsue    | 1611            | Horio Tadauji      |      |
| Burg Gassantoda 月山富田城       | Shimane   | Yasugi    | 1185?           | Sasaki Yoshikiyo?  |      |
| Burg Tsuwano 津和野城            | Shimane   | Tsuwano   | 1295            | Yoshimi Yoriyuki   |      |
| Burg Tsuyama 津山城              | Okayama   | Tsuyama   | 1444            | Yamashina Tadamasa |      |
| Burg Matsuyama 備中松山城        | Okayama   | Takahashi | 1240            | Akiba Shigenobu    |      |
| Kinojō 鬼ノ城                    | Okayama   | Sōja      | 7. Jahrhundert? | Yamato-Hof?        |      |
| Burg Okayama 岡山城              | Okayama   | Okayama   | 1369            | Uwagami Takanao    |      |
| Burg Fukuyama 福山城             | Hiroshima | Fukuyama  | 1622            | Mizuno Katsunari   |      |
| Burg Yoshida-Kōriyama 吉田郡山城 | Hiroshima | Akitakata | 1336            | Mōri Tokichika     |      |
| Burg Hiroshima 広島城            | Hiroshima | Hiroshima | 1589            | Mōri Terumoto      |      |
| Burg Iwakuni 岩国城              | Yamaguchi | Iwakuni   | 1601            | Kikkawa Hiroie     |      |
| Burg Hagi 萩城                   | Yamaguchi | Hagi      | 1604            | Mōri Terumoto      |      |

### Shikoku
| Name                  | Präfektur | Ort       | Fertig im Jahr | Gebaut von          | Foto |
| --------------------- | --------- | --------- | -------------- | ------------------- | ---- |
| Burg Tokushima 徳島城 | Tokushima | Tokushima | 1585           | Hachisuka Iemasa    |      |
| Burg Takamatsu 高松城 | Kagawa    | Takamatsu | 1590           | Ikoma Chikamasa     |      |
| Burg Marugame 丸亀城  | Kagawa    | Marugame  | Muromachi-Zeit | Nara Motoyasu       |      |
| Burg Imabari 今治城   | Ehime     | Imabari   | 1602           | Tōdō Takatora       |      |
| Burg Matsuyama 松山城 | Ehime     | Matsuyama | 1602           | Katō Yoshiaki       |      |
| Burg Yuzuki 湯築城    | Ehime     | Matsuyama | 14C            | Kōno-Klan           |      |
| Burg Ōzu 大洲城       | Ehime     | Ōzu       | 1331           | Utsunomiya Toyofusa |      |
| Burg Uwajima 宇和島城 | Ehime     | Uwajima   | 941            | Tachibana no Tōyasu |      |
| Burg Kōchi 高知城     | Kōchi     | Kōchi     | 1603           | Yamauchi Kazutoyo   |      |

### Kyūshū
| Name                     | Präfektur | Ort            | Fertig im Jahr   | Gebaut von          | Foto |
| ------------------------ | --------- | -------------- | ---------------- | ------------------- | ---- |
| Burg Fukuoka 福岡城      | Fukuoka   | Fukuoka        | 1601             | Kuroda Nagamasa     |      |
| Burg Ōno 大野城          | Fukuoka   | Ōnojō          | 665              | ?                   |      |
| Burg Nagoya 名護屋城     | Saga      | Karatsu        | 1591             | Toyotomi Hideyoshi  |      |
| Yoshinogari 吉野ヶ里遺跡 | Saga      | Kanzaki        | Yayoi-Zeit       | ?                   |      |
| Burg Saga 佐賀城         | Saga      | Saga           | 1602             | Nabeshima-Klan      |      |
| Burg Hirado 平戸城       | Nagasaki  | Hirado         | 1599             | Matsura Shigenobu   |      |
| Burg Shimabara 島原城    | Nagasaki  | Shimabara      | 1624             | Matsukura Shigemasa |      |
| Burg Kumamoto 熊本城     | Kumamoto  | Kumamoto       | 1467             | Ideta Hidenobu      |      |
| Burg Hitoyoshi 人吉城    | Kumamoto  | Hitoyoshi      | Genkyū-Ära       | Sagara Nagayori     |      |
| Burg Funai 府内城        | Ōita      | Ōita           | 1597             | Fukuhara Nagataka   |      |
| Burg Oka 岡城            | Ōita      | Taketa         | 1185             | Ogata Koreyoshi     |      |
| Burg Obi 飫肥城          | Miyazaki  | Nichinan       | Sengoku-Zeit     | Tsuchimochi-Klan    |      |
| Burg Kagoshima 鹿児島城  | Kagoshima | Kagoshima      | 1602             | Shimazu Iehisa      |      |
| Burg Nakijin 今帰仁城    | Okinawa   | Nakijin        | 13. Jahrhundert? | Haniji?             |      |
| Burg Nakagusuku 中城城   | Okinawa   | Kitanakagusuku | 1440             | Gosamaru            |      |
| Burg Shuri 首里城        | Okinawa   | Naha           | 14. Jahrhundert? | König von Chūzan    |      |